# Chiến dịch Dọn Đồng
Chiến dịch Dọn Đồng hay Dọn Cỏ là một cuộc hành quân lớn do Quân đội Gruzia mở ra ngày thứ Sáu 8 tháng 8 năm 2008 nhằm tái chiếm khu vực Nam Ossetia vốn đã tuyên bố ly khai trước đó, khiến phía chính phủ Nga giận dữ cảnh cáo rằng sẽ có hành động trả đũa và gửi một đoàn chiến xa tiến về vùng này. Đây là cuộc giao tranh trầm trọng nhất kể từ khi khu vực Nam Ossetia mặc nhiên có được sự độc lập sau khi cuộc chiến nơi đây chấm dứt năm 1992, tạo nên sự lo ngại rằng chiến tranh một lần nữa sẽ bùng nổ.
Lực lượng Gruzia cũng bắn hạ hai phi cơ chiến đấu của Nga. Hai phi cơ này bị hạ khi đang tấn công vào lãnh thổ Gruzia nhưng không rõ loại nào hay chi tiết gì khác. Bộ Quốc phòng Nga trước đó bác bỏ loan báo của Gruzia về việc một phi cơ Nga bị bắn hạ.
Phát ngôn viên Bộ Nội vụ Gruzia, Shota Utiashvili nói một đoàn chiến xa Nga từ tỉnh Bắc Ossetia của Nga tiến vào khu vực Nam Ossetia cùng ngày 8 tháng 8 và tiến về thủ phủ Tskhinval. Đài truyền hình Băng Tần Số 1 của Nga trước đó đã chiếu hình ảnh chiến xa Nga đang di chuyển và nói rằng đã vào đến Nam Ossetia. Đoàn chiến xa dự trù sẽ tới thủ phủ Nam Ossetia chỉ trong ít giờ đồng hồ. Một phóng viên AP nói nhìn thấy các chiến xa và vũ khí nặng tập trung ở lãnh thổ Nga sát biên giới với Nam Ossetia. Một số dân làng chạy vào lãnh thổ Nga.

## Thương vong
Các giới chức ly khai ở Nam Ossetia nói có 15 thường dân bị thiệt mạng trong cuộc giao tranh ban đêm. Giới chức chính phủ Gruzia nói rằng có 7 thường dân bị thương trong các cuộc thả bom của phi cơ Nga. Có một số binh sĩ thuộc lực lượng bảo vệ hòa bình bị thương. Chính phủ Gruzia tuyên bố ngưng bắn trong ba giờ để thường dân có thể rời khỏi Tskhinvali.

## Khái quát
Gruzia, nằm trên bờ Bắc Hải, giữa Thổ Nhĩ Kỳ và Nga, bị Moskva cai trị trong gần hai thế kỷ trước khi có có sự tan rã của Liên Xô. Quốc gia này làm cho Moskva giận dữ khi nộp đơn xin gia nhập NATO, một điều Moskva coi là một phần của nỗ lực từ các quốc gia Tây Phương nhằm làm suy giảm ảnh hưởng của Nga trong vùng.

## Phản ứng
- Thủ tướng Nga Vladimir Putin cảnh cáo rằng cuộc tấn công của Gruzia sẽ gặp sự trả đũa và Bộ Quốc phòng Nga hứa hẹn sẽ bảo vệ người dân Nam Ossetia, phần lớn có quốc tịch Nga.
- Một phát ngôn viên của Tổng thống Hoa Kỳ George W. Bush nói rằng cả Nga và Gruzia nên chấm dứt mọi hành động gây hấn và thảo luận để chấm dứt cuộc giao tranh.
- Tổng Thư ký Minh ước Bắc Đại Tây Dương, ông Jaap de Hoop Scheffer, rất lo ngại về cuộc giao tranh và NATO theo dõi tình hình rất kỹ càng.